# Donatus Ó Gallchobhair
Donatus Ó Gallchobhair (falecido em 1581) foi um prelado católico romano que serviu como bispo de Down e Connor de 1580 a 1581 e bispo de Killala de 1570 a 1580.

## Biografia
Ó Gallchobhair foi ordenado sacerdote na Ordem dos Frades Menores. No dia 4 de Setembro de 1570, foi nomeado durante o papado de Pio V como Bispo de Killala. A 5 de novembro de 1570, foi consagrado bispo por Thomas Goldwell, Bispo de Saint Asaph, com William Chisholm, Bispo Emérito de Dunblane, e Giuseppe Pamphilj, Bispo de Segni servindo como co-consagradores. No dia 23 de Março de 1580, Ó Gallchobhair foi nomeado Bispo de Down e Connor, onde serviu como bispo até à sua morte em 1581.